# アメリカ女子プロサッカー
アメリカ女子プロサッカー（英: Women's Professional Soccer、WPSの略称で知られる）は、2009年3月29日に開幕した、アメリカ合衆国内でトップに位置する女子サッカーのプロフェッショナルリーグである。それ自体が独立したリーグであるため、USL Wリーグなど、国内に既存する他のサッカーリーグとの昇降格の制度はない。2009年度は7クラブが参戦し、プレーオフの結果スカイ・ブルーFCが初代チャンピオンとなった。
2009年度限りでロサンゼルス・ソルの撤退に伴い一時6クラブとなったが、アトランタ・ビートとフィラデルフィア・インディペンデンスの2クラブが新規参入し、2010年度は全8クラブでリーグ戦が行われた。2011年度はセントルイス・アスレティカ、FCゴールド・プライド、シカゴ・レッドスターズ撤退したが、ウエスタン・ニューヨーク・フラッシュ参入したため、全6クラブで行われた。なお2012年シーズンは開催を休止、2013年シーズンよりナショナル・ウーマンズ・サッカーリーグ（National Women's Soccer League）なる新リーグを創設することになった。

## 歴史

### 設立に至るまで
3シーズン続いてきたWUSAが2003年に休止した。同年9月、WUSA再編委員会が結成され、2004年11月に特定非営利活動法人、「女子サッカー始動組織」 (Women's Soccer Initiative, Inc.、略称WSII)を設立するという結論に到った。この法人は「アメリカ国内における女子サッカーのあらゆる側面について、奨励し援助する」という目的を示したが、その中のひとつに「プロリーグを新たに設立する事」も含まれていた。
2004年、2005年とWUSAの再スタートが試みられたが失敗に終わった (2004年は代替措置として、WUSAフェスティバルが開催され、元所属クラブ同士による試合が行われた)。2006年6月、WSIIは2008年度シーズンにリーグを再スタートすると声明を出した。同年12月、7つのクラブのオーナー･経営者と合意に達したとの声明が出された。シカゴ・セントルイス・ダラス・ロサンゼルス・ワシントン、そして発表時は不詳であった2都市 (後にボストンとニューヨーク/ニュージャージーだと発表された)のクラブである。
2008年5月27日、リーグ側より、2010年度よりフィラデルフィアのクラブが参入予定の旨が発表された。そのクラブはMLSに2010年度より参入予定のクラブ、フィラデルフィア・ユニオンと施設を共有する事になっていた。
しかしリーグ側はなおも開幕年の2009年度から参入できる8つ目のクラブを加える事を考えていた。2008年8月9日時点で、8チーム目はサンディエゴをホームタウンとすると仮発表がなされていた。
2007年9月、リーグ開幕予定時期が2008年春から2009年に先送りされた。2007 FIFA女子ワールドカップや北京五輪と日程が重複する事態を避けるためであり、また経営が軌道に乗るための準備を、全クラブが確実に行えるようにするためであった。
2008年1月17日、リーグの名称「アメリカ女子プロサッカー (略称WPS)」と、ミア・ハムのシルエットを用いてデザインされたロゴマークが発表された。

### 選手の割り当て
2008年9月より、参入が予定されるであろう選手たち、各クラブへと割り当てる作業がスタートした。アメリカ代表選手は、1クラブあたり3名ずつ割り振られる事となり、過去に所属していたクラブや出身地・現在住地などが考慮された結果、以下のように割り当てられる事となり、9月16日に正式に発表された:
- FCゴールド・プライド
  - レスリー・オズボーン (Leslie Osborne)
  - ニコル・バーンハート (Nicole Barnhart)
  - レイチェル・ベーラー (Rachel Buehler)
- シカゴ・レッドスターズ
  - リンゼイ・タープリー (Lindsay Tarpley)
  - ケイト・マークグラフ (Kate Markgraf)[2]
  - カーリー・ロイド (Carli Lloyd)
- スカイ・ブルーFC
  - ヘザー・オライリー (Heather O'Reilly)
  - ナターシャ・カイ (Natasha Kai)
  - クリスティ・ランポーン (Christie Rampone)
- セントルイス・アスレティカ
  - ティナ・エラートソン (Tina Ellertson)
  - ホープ・ソロ
  - ロリ・チャラプニー (Lori Chalupny)
- ボストン・ブレイカーズ
  - アンジェラ・ハックルズ (Angela Hucles)
  - ヘザー・ミッツ (Heather Mitts)
  - クリスティン・リリー
- ロサンゼルス・ソル
  - ステファニー・コックス (Stephanie Cox)
  - シャノン・ボックス (Shannon Boxx)
  - アリー・ワグナー (Aly Wagner)
- ワシントン・フリーダム
  - アリー・クリーガー (Ali Krieger)[3]
  - キャット・ホワイトヒル (Cat Whitehill)
  - アビー・ワンバック

1週間後の9月24日、WPS国際ドラフト (WPS International Draft) が開催された。国外の代表選手たちについて、各クラブは4人ずつ指名し、優先的に入団交渉を行う事ができた。ただしこのドラフトは指名される側の代表選手たちや、彼女たちの所属クラブ (または退団して6ヶ月を経過していない場合に限り前所属クラブ) 側に事前に了承を得る形ではなく、WPS所属クラブ側からの一方的な指名である。ドラフトの指名順位は、各クラブに割り当てられた指導者たちの投票により決定された。
10月6日には国内選手および国内クラブ所属外国人選手を対象とした一般ドラフト (WPS General Draft) が、翌2009年1月には新卒選手および一般ドラフト非対象選手を対象としたドラフト (WPS College Draft) が開催された。2月には各クラブが独自にトライアウトを開催し、これをもって2009年度登録選手が決定した。

## リーグ組織

### ビジネスモデル
リーグのCEOであるトーニャ・アントヌッシは、高収入を見込んだり、トップダウン方式による運営方針を取っていたWUSAと違い、WPSは「地域密着、草の根のアプローチ」と「ゆっくりと、堅実にリーグを成長させていくためのアプローチ」を行うつもりであると、100万ドルもの損失を出したWUSAの例を引用しながら語っている。
彼女はまた、WPSはマーケティングの関係から、MLSと密接な関係を作っていくとも語っている。またこれにより人件費･施設費を削減できたため、開幕年の予算はは1クラブにつき250万ドルで済んでいるという。

### メディア露出
ケーブルテレビ局のフォックス・サッカーチャンネル (Fox Soccer Channel)およびフォックス・スポーツ・エン・エスパニョールが放映権を獲得し、毎週日曜日夜にリーグ戦とオールスターゲームを放送する事となった。またフォックス・スポーツ・ネットと共同で、プレーオフの準決勝および決勝戦が放送される形となった。ローカル局のいくつかも、試合の中継や録画放送を行っている。

## チーム

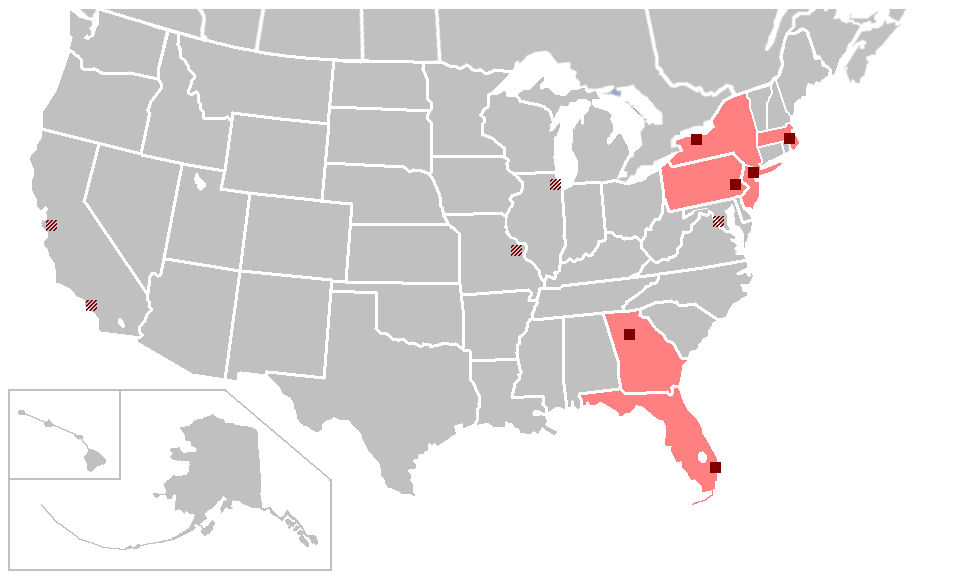
2011年度WPS所属クラブの分布。

| チーム名                             | スタジアム             | ホームタウン                     | 創立年 | WPS加入年 |
| ------------------------------------ | ---------------------- | -------------------------------- | ------ | --------- |
| アトランタ・ビート                   | KSUスタジアム          | ジョージア州ケネソー             | 2009   | 2010      |
| ボストン・ブレイカーズ               | ハーバード・スタジアム | マサチューセッツ州ボストン       | 2001   | 2009      |
| マジックジャック                     | FAUサッカーフィールド  | フロリダ州ボカラトン             | 2001   | 2009      |
| フィラデルフィア・インディペンデンス | ユニオン・フィールド   | ペンシルバニア州 チェスター      | 2009   | 2010      |
| スカイ・ブルーFC                     | ヤーカック・フィールド | ニュージャージー州ピスカタウェイ | 2008   | 2009      |
| ウエスタン・ニューヨーク・フラッシュ | サーレンズ・スタジアム | ニューヨーク州ロチェスター       | 2008   | 2011      |

### 在籍歴のあるクラブ
- ロサンゼルス・ソル (2009)
- セントルイス・アスレティカ（2009-2010）
- FCゴールド・プライド（2009-2010）2010年度優勝して撤退
- シカゴ・レッドスターズ（2009-2010）2010年度をもって撤退
- ワシントン・フリーダム（2009-2010）2011年よりマジックジャックに改名

## 観客動員数
| 年度 | レギュラーシーズン | レギュラーシーズン | レギュラーシーズン | プレーオフ | プレーオフ | プレーオフ |
| 年度 | 試合数             | 合計               | 平均               | 試合数     | 合計       | 平均       |
| ---- | ------------------ | ------------------ | ------------------ | ---------- | ---------- | ---------- |
| 2009 | 70                 | 327,878            | 4,684              | 3          | 16,499     | 5,500      |
| 2010 | 87                 | 313,272            | 3,601              | 3          | 10,282     | 3,427      |
| 2011 | 54                 | 190,884            | 3,535              | 3          | 17,946     | 5,982      |

## 結果
| 年度 | レギュラーシーズン1位                | プレーオフ優勝                       |
| ---- | ------------------------------------ | ------------------------------------ |
| 2009 | ロサンゼルス・ソル                   | スカイ・ブルーFC                     |
| 2010 | FCゴールド・プライド                 | FCゴールド・プライド                 |
| 2011 | ウェスタン・ニューヨーク・フラッシュ | ウェスタン・ニューヨーク・フラッシュ |

## 表彰
いずれも個人対象の賞が6部門設けられた:
- ミシェル・エイカーズ賞 (Michelle Akers Player of the Year Award、年間最優秀選手賞)
- ゴールデン・ブーツ (得点王)
- 年間最優秀監督賞
- 年間最優秀ゴールキーパー賞
- 年間最優秀ディフェンダー賞
- 年間最優秀新人選手賞 (2010年度より新設)
- 年間最優秀スポーツウーマン賞

| 年度 | エイカーズ賞                            | ゴールデンブーツ (得点数)                | 最優秀監督                            | 最優秀GK                                        | 最優秀DF                                            | 最優秀新人                              | 最優秀SW                                  |
| ---- | --------------------------------------- | ---------------------------------------- | ------------------------------------- | ----------------------------------------------- | --------------------------------------------------- | --------------------------------------- | ----------------------------------------- |
| 2009 | マルタ （ロサンゼルス）                 | マルタ (10) （ロサンゼルス）             | アブナー・ロジャーズ （ロサンゼルス） | ホープ・ソロ （セントルイス）                   | エイミー・レペイルベット （ボストン）               | --                                      | クリスティ・ランポーン （スカイ・ブルー） |
| 2010 | マルタ （ゴールド・プライド）           | マルタ (19) （ゴールド・プライド）       | ポール・ライリー （フィラデルフィア） | ニコル・バーンハート （ゴールド・プライド）     | エイミー・レペイルベット （ボストン）               | アリー・ライリー （ゴールド・プライド） | ナタリー・スピルガー （シカゴ）           |
| 2011 | ベロニカ・ボケーテ （フィラデルフィア） | マルタ (10) （ウェスタン・ニューヨーク） | ポール・ライリー （フィラデルフィア） | アシュリン・ハリス （ウェスタン・ニューヨーク） | ホイットニー・エンゲン （ウェスタン・ニューヨーク） | クリステン・プレス （マジックジャック） | ニッキ・クルジシク （フィラデルフィア）   |

## コミッショナー
- トーニャ・アントヌッシ (Tonya Antonucci、2009年 - )